# Winterfell (Game of Thrones)
«Winterfell» es el primer episodio de la octava y última temporada de la serie de fantasía medieval de HBO, Game of Thrones. Fue escrito por Dave Hill y dirigido por David Nutter.
El episodio se centra en la llegada de Daenerys Targaryen y Jon Nieve a Invernalia junto con el ejército de Inmaculados y Dothraki. Es la primera vez que Jon se reúne con Arya y Bran Stark, quienes no se veían desde el segundo episodio de la primera temporada.
«Invernalia» recibió críticas positivas por parte de los medios especializados y mencionaron como puntos destacados del episodio: la llegada de Daenerys y Jon a Invernalia, la tan esperada reunión de Jon con Arya, la destrucción de Último Hogar, la revelación de Sam a Jon sobre su verdadero origen, la tensa interacción de Jaime con Bran y las actuaciones de Sophie Turner y John Bradley-West.
El episodio marcó la primera aparición de Marc Rissmann (Harry Strickland).

## Argumento

### En Desembarco del Rey
Qyburn (Anton Lesser) informa a Cersei (Lena Headey) de que los Caminantes Blancos han atravesado el Muro y ella se muestra contenta con la noticia. Euron Greyjoy (Pilou Asbæk) llega a Desembarco del Rey con su sobrina Yara (Gemma Whelan) como su prisionera y con la Compañía Dorada al mando de Harry Strickland (Marc Rissmann). El comandante informa a la reina de que trae a 20 000 soldados, pero no elefantes, para decepción de esta. Euron hace valer sus acciones en la guerra para convencer a Cersei de que se acueste con él y posteriormente insiste en que la dejará embarazada, ante lo cual ella se muestra visiblemente molesta. 
En uno de los burdeles de la capital, Qyburn aborda a Bronn (Jerome Flynn) y le entrega la ballesta de Joffrey para que asesine con ella a Tyrion y Jaime bajo las órdenes de Cersei.
Theon Greyjoy (Alfie Allen) entra en secreto en el barco insignia de Euron y libera a Yara. Posteriormente, Theon decide que irá a Invernalia para luchar junto con los Stark y Yara a las Islas del Hierro para recuperarlas, ya que ahora son propiedad de Euron.

### En Último Hogar
Tormund (Kristofer Hivju) y Beric Dondarrion (Richard Dormer) recorren en sigilo el castillo de Último Hogar, aparentemente abandonado, y se encuentran con Edd «el Penas» (Ben Crompton) y otros miembros de la Guardia de la Noche. En una sala descubren al joven Ned Umber, señor del castillo, clavado en la pared junto a restos humanos que forman una espiral usada como símbolo por los Caminantes Blancos. El niño despierta como un espectro y Beric lo quema con su espada de fuego.

### En Invernalia
Daenerys Targaryen (Emilia Clarke) llega junto a su amante Jon Snow (Kit Harington), sus asesores Tyrion Lannister (Peter Dinklage), Lord Varys (Conleth Hill) y Missandei (Nathalie Emmanuel) y el jefe del ejército de los Inmaculados, Gusano Gris (Jacob Anderson). Jon se reúne con Bran Stark (Isaac Hempstead-Wright) y Daenerys conoce a Sansa Stark (Sophie Turner), la Señora de Invernalia, a la gente de la ciudad y a los Señores del Norte. Los Señores no están de acuerdo con el hecho de que Jon abandonara su posición como Rey en el Norte después de jurarle fidelidad a una Targaryen. Además, Sansa ordenó que todos los Señores del Norte y sus aliados se trasladasen a Invernalia para fortificar el castillo contra el inevitable ataque de la legión de los Caminantes Blancos. Esta tensión se magnifica cuando Bran anuncia la noticia de la destrucción del Muro (obtenida a través de sus visiones), lo que provoca que Sansa tema que las fuerzas que llegan agotarán los suministros para el largo invierno. Daenerys y Jon montan en los dragones y profundizan su relación. Arya (Maisie Williams) se reúne con Jon, Gendry (Joseph Dempsie) y el Perro (Rory McCann), al mismo tiempo que Sansa se reúne con Tyrion, quien le dice que Cersei está dispuesta a ayudarlos enviando soldados al Norte para luchar contra los Caminantes Blancos; pero Sansa tiene dudas sobre confiar en Cersei.
Samwell Tarly (John Bradley) se encuentra con Jorah Mormont (Iain Glen) y Daenerys, quien le agradece que curara a Jorah de psoriagrís, pero se ve obligada a admitir que ejecutó al padre y hermano de este, Randyll y Dickon Tarly. Enojado y desconsolado, Sam es convencido por Bran para contarle a Jon su verdadero origen, lo que él finalmente acepta hacer. Sam visita a Jon en las criptas y le revela que es el hijo de Rhaegar y Lyanna, lo que lo convierte en el legítimo heredero del Trono de Hierro. Jaime Lannister (Nikolaj Coster-Waldau) llega a Invernalia y se encuentra con Bran en el patio.

## Producción

### Guion
El episodio fue escrito por Dave Hill. Adapta material de la novela inédita Vientos de invierno, concretamente el capítulo de muestra «Los abandonados», en el que Euron Greyjoy conversa con un miembro de su familia cautivo a bordo de su barco.

### Elenco
En este episodio se incorporó Marc Rissmann como Harry Strickland, el comandante de la Compañía Dorada. Sobre su preparación para el papel, el actor dijo: «Investigué quién era esta persona, de dónde viene, y los libros son bastante precisos. Y luego ves lo que hay en los guiones, cuáles son las similitudes, cuáles son las diferencias. Así que investigué un poco sobre eso, especialmente porque este mundo fue pensado correctamente. Es un mundo funcional y por eso es tan interesante».
También es el primer episodio en el que Jacob Anderson (Gusano Gris), quien había sido estrella invitada desde la tercera temporada, aparece como actor regular en los créditos de apertura. Además, este episodio no cuenta con la aparición de Carice van Houten (Melisandre) ni Hannah Murray (Gilly), ambos miembros actuales del elenco regular. Rob McElhenney y Martin Starr hicieron sus apariciones especiales en este episodio como dos soldados de la Flota de Hierro, en el momento en que Theon rescata a su hermana Yara.

### Grabación
El episodio fue dirigido por David Nutter, quien anteriormente había dirigido dos episodios en la segunda, tercera y quinta temporada, entre ellos «Las lluvias de Castamere», en la tercera temporada.

## Recepción

### Audiencia
«Invernalia» fue visto por 11,8 millones de espectadores en su primera emisión en HBO. Durante toda la noche, el número de visualizaciones en las plataformas de streaming HBO Go y HBO Now aumentaron la cifra a 17,4 millones, lo que convirtió al episodio en el más visto de la serie hasta el momento.

### Crítica
Recibió críticas mayoritariamente positivas de los críticos. Tiene un índice de aprobación del 93% en el sitio web Rotten Tomatoes, basado en 82 comentarios con una puntuación promedio de 7,9/10. El consenso del sitio dice: "Con momentos sangrientos, luchas duras, sorpresas escalofriantes, reuniones y una buena dosis de humor, 'Winterfell' preparó el escenario para lo que debería ser una temporada final épica".
Sarah Hughes, de The Guardian, escribió: "este fue un episodio emocionante con su pedal en el piso, en el que se hicieron nuevas alianzas, se probaron las antiguas y se llevaron a cabo reuniones tan esperadas". Todd VanDerWiff de Vox elogió la calidad visual del episodio, diciendo: "por mucho que me queje sobre Juego de Tronos, a menudo es casualmente impresionante de una manera que ningún otro programa de televisión se acerca a la similitud". Ron Hogan de Den of Geek destacó de manera similar el ritmo del episodio, mientras que también elogió a John Bradley, quien "recorre toda la gama de emociones en muy poco tiempo en pantalla".
Entre las críticas negativas, Willa Paskin de Slate criticó el impulso del programa al afirmar: "Impulso, la idea de que nos estamos precipitando hacia una conclusión que lo explicará todo, ha sido tan codificada en la experiencia de Juego de Tronos que en ausencia de cualquier avance, movimiento, el espectáculo es un poco aburrido".